# 2674 Pandarus
2674 Pandarus è un asteroide troiano di Giove del campo troiano del diametro medio di circa 98,1 km. Scoperto nel 1982, presenta un'orbita caratterizzata da un semiasse maggiore pari a 5,1801304 UA e da un'eccentricità di 0,0683528, inclinata di 1,85491° rispetto all'eclittica.
Dal 6 giugno al 4 agosto 1982, quando 2710 Veverka ricevette la denominazione ufficiale, è stato l'asteroide denominato con il più alto numero ordinale. Prima della sua denominazione, il primato era di 2608 Seneca.
L'asteroide è dedicato a Pandaro, giovane eroe troiano ricordato nell'Eneide col fratello Bizia.